# Саут Појнт (Охајо)
Саут Појнт (енгл. South Point) град је у америчкој савезној држави Охајо.

## Демографија
По попису из 2010. године број становника је 3.958, што је 216 (5,8%) становника више него 2000. године.
| Група             | 2000.         | 2010.         |
| Белци             | 3.584 (95,8%) | 3.719 (94,0%) |
| Афроамериканци    | 85 (2,3%)     | 128 (3,2%)    |
| Азијати           | 6 (0,2%)      | 18 (0,5%)     |
| Хиспаноамериканци | 12 (0,3%)     | 16 (0,4%)     |
| Укупно            | 3.742         | 3.958         |